# Staatsschutz
Der Sammelbegriff Staatsschutz bezeichnet den Schutz eines bestehenden Staates vor politisch motivierten, staatsbedrohenden Aktivitäten (z. B. Gefährdung der Allgemeinheit; Staatsordnung, Öffentlicher Sicherheit, z. B. mittels Terrorismus, egal ob politisch, religiös) im Rahmen polizei- und ordnungsbehördlicher Maßnahmen.

## Situation in Deutschland

### Nationalsozialismus
Die Geheime Staatspolizei (Gestapo) war ein kriminalpolizeilicher Behördenapparat und die politische Polizei in der NS-Zeit (1933–1945). Das NS-Regime schuf sie bald nach der Machtergreifung 1933 durch Umformung politischer Polizeiorgane der Weimarer Republik. 1939 wurde die Gestapo in das Reichssicherheitshauptamt (Amt IV) eingegliedert. Sie hatte weitreichende Machtbefugnisse bei der Bekämpfung politischer Gegner.
Die Gestapo war eine der Institutionen, die im Nürnberger Prozess gegen die Hauptkriegsverbrecher angeklagt wurden. Sie wurde im Urteil zu einer verbrecherischen Organisation erklärt.

### Deutsche Demokratische Republik
Das Ministerium für Staatssicherheit (MfS, auch kurz Stasi genannt) war zugleich Nachrichtendienst und Geheimpolizei in der Deutschen Demokratischen Republik (DDR). Das MfS wurde nach sowjetischem Vorbild gegründet, fungierte als Regierungsinstrument der Sozialistischen Einheitspartei Deutschlands (SED) und war innerhalb des Ministerrats der Deutschen Demokratischen Republik ein Ministerium der bewaffneten Organe der DDR.
Im Zuge der friedlichen Revolution im Herbst wurde das MfS im November 1989 in Amt für Nationale Sicherheit (AfNS) umbenannt, seine Tätigkeit bereits Anfang Dezember eingestellt und bis März 1990 vollständig aufgelöst. Der Bundesbeauftragte für die Unterlagen des Staatssicherheitsdienstes der ehemaligen Deutschen Demokratischen Republik (BStU) war von 1990 bis zum 17. Juni 2021 zuständig für die Erforschung und Verwaltung der schriftlichen Hinterlassenschaft der Behörde, damit ist das MfS der einzige Geheimdienst der deutschen Geschichte, der umfassend aufgedeckt und aufgearbeitet wurde.

### Bundesrepublik Deutschland

#### Behörden und Aufgaben
In der Bundesrepublik Deutschland wird die Aufgabe des Staatsschutzes insbesondere vom Bundesamt für Verfassungsschutz und den Landesbehörden für Verfassungsschutz (im Rahmen der inneren Sicherheit), vom Militärischen Abschirmdienst (für den Geschäftsbereich des BMVg), vom Bundesnachrichtendienst (im Bereich der äußeren Sicherheit) sowie von den örtlich übergeordneten Polizeidienststellen der Kriminalpolizei, insbesondere dem Polizeilichen Staatsschutz (ST), dessen Aufgabe die Bekämpfung politisch motivierter Kriminalität ist, wahrgenommen.
Darunter sind die Behörden des polizeilichen Staatsschutzes die ältesten Einrichtungen. Sie wurden in den Ländern zum Teil noch vor der Gründung der Bundesrepublik im Jahr 1949 formiert.
Zu den Aufgaben der mit dem Staatsschutz befassten Abteilungen der Kriminalpolizei und der Staatsanwaltschaften zählen:
- die Ermittlung und Strafverfolgung bei Straftaten (repressive Kriminalitätsbekämpfung)
  - im Rahmen von politischer Kriminalität (sogenannte „echte Staatsschutzdelikte“), zum Beispiel Friedensverrat (§ 80, § 80a StGB), Hochverrat (§§ 81–83a StGB) und Gefährdung des demokratischen Rechtsstaates (§§ 84–91 StGB),
  - sowie im Rahmen politisch motivierter Kriminalität (sogenannte „unechte Staatsschutzdelikte“) wie Terrorismus und Extremismus, zum Beispiel rassistisch oder politisch motivierte Körperverletzung,
  - vereinzelt auch im Zusammenhang mit Beleidigungen und Verleumdungen gegen Politiker (§ 188 StGB), und
- die Verhütung und Verhinderung von Terrorismus, Extremismus und politisch motivierten Straftaten im Vorfeld (präventive Kriminalitätsbekämpfung).

#### Relevante, gültige Bundesgesetze, die den Staatsschutz thematisieren und regeln
- das Artikel 10-Gesetz, Gesetz zur Beschränkung des Brief‑, Post- und Fernmeldegeheimnisses, „Abhörgesetz“
- das Bundesverfassungsschutzgesetz (BVerfSchG)
- das Gesetz über den Militärischen Abschirmdienst (MADG)
- das Gesetz über den Bundesnachrichtendienst (BNDG)
- das Gesetz zur Ausland-Ausland-Fernmeldeaufklärung des Bundesnachrichtendienstes (AFABNDG)
- das Gesetz zur Bekämpfung des internationalen Terrorismus (TBG)
- das Sicherheitsüberprüfungsgesetz (SÜG)
- das Kontrollgremiumgesetz (PKGrG).
- das Bundeskriminalamtgesetz (BKAG)
- das Satellitendatensicherheitsgesetz (SatDSiG)
- das Rechtsextremismus-Dateigesetz (RED-G)
- das Terrorismusbekämpfungsgesetz (TerrorBekämpfG), „Antiterrorgesetz“
- das Gemeinsame-Dateien-Gesetz, Gesetz zur Errichtung gemeinsamer Dateien von Polizeibehörden und Nachrichtendiensten des Bundes und der Länder, insb.
  - das Antiterrordateigesetz (ATDG)
  - das Rechtsextremismus-Datei-Gesetz (RED-G)
- das Gesetz zur Bekämpfung internationaler Bestechung
- das VIS-Zugangsgesetz (VISZG)
- das Fluggastdatengesetz (FlugDaG)
- das Europol-Gesetz (EuropolG)
- das Telekommunikationsgesetz (TKG), z. B.
  - § 110 Umsetzung von Überwachungsmaßnahmen, Erteilung von Auskünften
- Telemediengesetz (TMG), z. B.
  - § 2c Auskunftsverlangen der zuständigen Behörde
  - § 14 Bestandsdaten
- das Gesetz zur Änderung des Telekommunikationsgesetzes und zur Neuregelung der Bestandsdatenauskunft
- das Bundesdatenschutzgesetz (BDSG), z. B.
  - § 22 Verarbeitung besonderer Kategorien personenbezogener Daten
- das Waffenregistergesetz (WaffRG)
- das Versammlungsgesetz (VersG), z. B.
  - § 12a (1) 1 Die Polizei darf Bild- und Tonaufnahmen von Teilnehmern bei oder im Zusammenhang mit öffentlichen Versammlungen nur anfertigen, wenn tatsächliche Anhaltspunkte die Annahme rechtfertigen, dass von ihnen erhebliche Gefahren für die öffentliche Sicherheit oder Ordnung ausgehen.
- die Strafprozessordnung (StPO), z. B.
  - § 100a Telekommunikationsüberwachung
  - § 100b Online-Durchsuchung
- das Strafgesetzbuch (StGB), z. B.
  - § 96 Landesverräterische Ausspähung; Auskundschaften von Staatsgeheimnissen
  - § 99 Geheimdienstliche Agententätigkeit
  - § 109f Sicherheitsgefährdender Nachrichtendienst
  - § 206 Verletzung des Post- oder Fernmeldegeheimnisses
  - § 353b Verletzung des Dienstgeheimnisses und einer besonderen Geheimhaltungspflicht
- das BSI-Gesetz (BSIG), Gesetz über das Bundesamt für Sicherheit in der Informationstechnik
- das Zollfahndungsdienstgesetz (ZFdG), z. B. Gremium nach § 23c Absatz 8 Zollfahndungsdienstgesetz,
- das Bundespolizeigesetz (BpolG), z. B.
  - § 10 Verwendung zur Unterstützung des Bundesamtes für Verfassungsschutz auf dem Gebiet der Funktechnik
- das Kontrollgremiumgesetz, „Gesetz über die parlamentarische Kontrolle nachrichtendienstlicher Tätigkeit des Bundes“ und „Gesetz zur weiteren Fortentwicklung der parlamentarischen Kontrolle der Nachrichtendienste des Bundes“, siehe auch Ständiger Bevollmächtigter des PKGr
- das Bundesarchivgesetz (BArchG), Gesetz über die Nutzung und Sicherung von Archivgut des Bundes, z. B.
  - § 6; „[…] Unterlagen der Nachrichtendienste sind anzubieten, wenn sie deren Verfügungsberechtigung unterliegen und zwingende Gründe des nachrichtendienstlichen Quellen- und Methodenschutzes sowie der Schutz der Identität […]“
- Stasi-Unterlagen-Gesetz (StUG)

#### Relevante, gültige dazugehörige Bundes-Verordnungen (Auswahl)
- Nachrichtendienste-Übermittlungsverordnung (NDÜV)
- Sicherheitsüberprüfungsfeststellungsverordnung (SÜFV)
- Telekommunikations-Überwachungsverordnung (TKÜV)
- BKA-Daten-Verordnung

## Österreich
In Österreich gibt es die Inlandsgeheimdienste, ähnlich wie in Deutschland, auf Bundesebene die Direktion für Staatsschutz und Nachrichtendienst und auf Landesebene das Landesamt für Verfassungsschutz und Terrorismusbekämpfung.

### Rechtsgrundlage

#### Gesetze (Beispiele)
- Das Polizeiliches Staatsschutzgesetz regelt den Staatsschutz im Bereich der Polizei.
- StGB: z. B.
  - § 256 StGB Geheimer Nachrichtendienst zum Nachteil Österreichs

#### Verordnungen (Beispiele)
- Verordnung der Bundesministerin für Verkehr, Innovation und Technologie über die Überwachung des Fernmeldeverkehrs (Überwachungsverordnung – ÜVO)

## Situation in der Schweiz

### Geschichte des Staatsschutzes
Die ersten Staatsschutz-Aktivitäten in der Schweiz gehen auf die Ära Bismarck zurück. Unter dem Druck des deutschen Reichskanzlers wurden Ende der 1880er Jahre Maßnahmen zur Überwachung (vor allem auch deutscher) Linksradikaler im Land getroffen, dies ohne jede verfassungsrechtliche Grundlage. In der Zeit des Nationalsozialismus stellte sich, wiederum unter deutschem Druck, das Problem der Ausgewogenheit der Maßnahmen: Gegen Kommunisten ging man schärfer vor als gegen Anhänger der Faschisten. Immerhin wurden auch einige faschistische Organisationen verboten oder zumindest überwacht und eingegrenzt. Der Kalte Krieg zeigte dann eine – unter westlich-demokratischen Vergleichsmaßstäben betrachtet – ausufernde Überwachungstätigkeit politisch missliebiger Aktivitäten: Der 1989 aufgedeckte Fichenskandal förderte zutage, dass rund 900.000 Personen – davon ein Drittel schweizerischer Nationalität – in den Registraturen der Bundesanwaltschaft verzeichnet waren.

### Behörden und Aufgaben
Der Staatsschutzauftrag, wie ihn Verfassung und Gesetz formulieren, ist allgemein gehalten. Wird nach dem Verfahrensstadium unterschieden, so kann von präventivem und repressivem Staatsschutz gesprochen werden. Erfolgt die Unterscheidung nach der betroffenen Gebietshoheit, so kann zwischen bundesstaatlichem und kantonalem Staatsschutz unterschieden werden.
In der Schweiz wird der präventive Staats- und Verfassungsschutz seit 1. Januar 2010 vom Inlandnachrichtendienst Nachrichtendienst des Bundes (NDB) des Eidgenössischen Departements für Verteidigung, Bevölkerungsschutz und Sport (VBS) wahrgenommen.
Der NDB ist unter anderem zuständig für die Früherkennung und Bekämpfung folgender Bedrohungen: Terrorismus, gewalttätiger Extremismus, Spionage, Verbreitung von Massenvernichtungswaffen und deren Trägertechnologie sowie Cyberangriffe auf kritische Infrastrukturen. Außerdem unterstützt er Behörden auf Bundes- und Kantonalebene mit seinen Informationen.
Im Bereich des repressiven Staatsschutzes ist die Bundeskriminalpolizei tätig.
Strafrechtliche Hauptinstrumente des Verfassungsschutzes sind einige Normen des Strafgesetzbuches, die staatsgefährdende Umtriebe sowie vorbereitende Handlungen zum gewaltsamen Umsturz unter Strafe stellen.

### Kontrolle von Staatsschutzbehörden
Staatsschutzarbeit bewegt sich immer im heiklen Spannungsfeld zwischen Schutz der Demokratie und der demokratischen Entfaltung seiner Bürger. Die Aufgabe „Staatsschutz“ bringt es mit sich, dass er seiner Natur nach immer am Rande des rechtlich Fassbaren und des Kontrollierbaren zu liegen kommt. Die Gefahren des Missbrauchs lassen sich deshalb auch nicht vollends ausschließen.
Der Hauptpunkt öffentlicher Kritik betrifft immer das Ausmaß nachrichtendienstlicher Tätigkeit mit seinen exzessiven Datensammlungen und Registraturen. Die Problematik des Persönlichkeitsschutzes beginnt bei der Informationserhebung und findet ihren Fortgang mit der Aufnahme in elektronische Datenbanken. Das eidgenössische Bundesstaatsschutz-Gesetz lässt eine überzeugende Fremdkontrolle bis heute nicht oder nur unzureichend zu.
In der Schweiz überwacht die Geschäftsprüfungsdelegation der Bundesversammlung die Tätigkeit im Bereich des Staatsschutzes und der Nachrichtendienste; sie besteht aus je drei Mitgliedern der beiden Kammern des Parlamentes, des Nationalrates und des Ständerates (Art. 53 Parlamentsgesetz). Ihr können gemäß Art. 169 Abs. 2 der Bundesverfassung „keine Geheimhaltungspflichten entgegengehalten werden“; sie hat also Anspruch auf alle Informationen über die Tätigkeiten der Staatsschutzorgane. Nur mit rechtsstaatlich überzeugenden Kontrollinstrumenten lässt sich Staatsgewalt im Interesse der Entwicklung der Bürger begrenzen und der Missbrauch der Macht verhindern.
Das Auskunftsrecht von Personen, die von einer Datenbearbeitung des NDB betroffen sind, richtet sich nach Art. 63 ff. des Nachrichtendienstgesetzes (NDG).

### Rechtsgrundlage

#### Gesetze
- Nachrichtendienstgesetz (NDG)
- Bundesgesetz über Massnahmen zur Wahrung der inneren Sicherheit (BWIS)

#### Verordnungen
- Nachrichtendienstverordnung (NDV)
- Verordnung über die Informations- und Speichersysteme des Nachrichtendienstes des Bundes (ISV-NDB)